# جشن رقص سال نو دیک کلارک
جشن رقص سال نو دیک کلارک (انگلیسی: Dick Clark's New Year's Rockin' Eve) یک برنامه شب سال نو است که توسط دیک کلارک ساخته شده‌است و از شبکه شرکت پخش رسانه‌ای آمریکا پخش می‌شود. این برنامه طی سال‌های ۱۹۷۳ تا ۲۰۰۴ و ۲۰۰۶ تا ۲۰۱۲ توسط دیک کلارک میزبانی می‌شد.